# Sant Salvador de Rocafort
Sant Salvador de Rocafort és un monument del municipi de Rocafort de Queralt (Conca de Barberà) protegit com a bé cultural d'interès local.

## Descripció
Església de planta rectangular (37 x 22m), esquema basilical de tres naus. Dues files de pilars hexagonals divideixen l'espai en tres naus. Els pilars presenten un ordre corinti molt sui generis -transformació barroca popular-, amb cornisa que circumda la nau. La fàbrica es cobreix amb volta de canó amb llunetes, formant petxina en el presbiteri. S'insinua creuer per la major amplitud del tram en el lloc corresponent. En el primer tram dels peus se situa un cor elevat sostingut per una volta molt rebaixada. A l'angle esquerre -mirant l'altar- s'aixeca un campanar de la tipologia clàssica del país -superposició de tres prismes: quadrat, hexagonals-. L'element més interessant és el frontispici de pedra carreuada, el qual dibuixa una silueta curvilínia en el coronament i pilastres d'ordres clàssics que flanquegen la portalada. Aquesta ressalta plàsticament amb columnes corínties exemptes emmarcant amb frontó circular la porta de punt rodó.
És remarcable la portada que respon a l'esquema de tres cossos amb tester semicircular i obertura amb arc i fornícula, que conté la imatge del Sant titular o de la Verge, que fou molt comú en l'arquitectura catalana de la segona meitat del segle xviii. Normalment, i com passa aquí la porta està flanquejada per sengles parelles de columnes que reposen sobre un important basament.

## Història
Fou construïda a finals del s. XVIII a conseqüència del boom demogràfic i l'eufòria econòmica. La contractada data de 1793. Fou encarregada per la vila al mestre de cases Francesc Albareda de Lleida. La sufragaren els veïns amb la imposició d'un impost (el quinzè). El projecte inicial tenia una cúpula amb cimbori com el de l'església de Sarral. Fou enderrocat en data ignorada.